# Київський інститут НГУ
Київський інститут Національної гвардії України — державний вищий військовий навчальний заклад, підпорядкований Міністерству внутрішніх справ України та розташований у Києві.

## Історія
Київський інститут утворено в складі Національної академії Національної гвардії України наказом МВС України № 1291 від 02 грудня 2016 року та здійснено переведення до утвореного підрозділу курсантів набору 2015 та 2016 років інституту № 2 — підготовки фахівців для Національної гвардії України Навчально-наукового інституту № 3 Національної академії внутрішніх справ, який з 1992 року (перше найменування — військово-юридичний факультет Української академії внутрішніх справ) здійснював підготовку військових фахівців у галузях військового права, психології та практичного забезпечення національної безпеки. Першим начальником факультету став полковник Анатолій Котенко, який очолював факультет до 1998 року.
Факультет №2 (підготовки фахівців для НГУ) навчально-наукового інституту № 3 Національної академії внутрішніх справ м. Київ
Після повномасштабного російського вторгнення впроваджені відповідно стандартів НАТО курси L1A й L1B, а в магістерську програму підготовки впроваджені елементи курсів L1C, на магістерському рівні впроваджено елементи курсу L2.

## Структура, спеціальності
- 251 «Державна безпека» - Забезпечення державної безпеки підрозділами НГУ, Організація забезпечення державної безпеки підрозділами НГУ
- 253 «Військове управління» - Управління підрозділами оперативного призначення НГУ
- 081 «Право» - Правове забезпечення СБД частин та підрозділів НГУ

### Науково-організаційний відділ
Науково-організаційний відділ (НОВ) відповідає за організацію, координування та контроль за виконанням науково-дослідної роботи Інституту.

### Науково-дослідна лабораторія
Науково-дослідна лабораторія з підготовки військ є самостійним структурним підрозділом Київського інституту Національної гвардії України, що проводить наукові дослідження з актуальних проблем підготовки військ щодо забезпечення виконання визначених оборонних і правоохоронних завдань, а також забезпечує реалізацію заходів, пов’язаних з удосконаленням системи військової освіти, підвищенням ефективності освітнього процесу та якості підготовки військових фахівців.

## Відомі випускники
Див. Випускники Київського інституту НГУ
- Карватко Богдан Владиславович